# Ciel de traîne

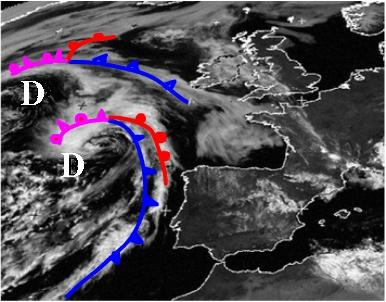
Dépressions (D) et fronts tracés sur une image des nuages par satellite. Derrière le front froid (ligne bleue) se trouvent les nuages désorganisés du ciel de traîne.

Un ciel de traîne est un état du ciel observé après une perturbation. Il se montre particulièrement changeant et peuvent s'y succéder des averses, des éclaircies et des passages nuageux, voire de l'orage et de la foudre.

## Précisions
Un ciel de traîne est le ciel que l'on trouve après le passage d'un front froid ou d'un front occlus. Il est caractérisé par des nuages de type cumulus plus ou moins désorganisés. La traîne peut être active, donnant lieu à des averses voire des orages, si l'humidité et l'instabilité sont importantes. Ceci se produit particulièrement quand de l'air très froid passe au-dessus d'un plan d'eau, par exemple lorsque de l'air froid entre sur la côte de l'Europe de l'Ouest, ou en région relativement humide comme dans la vallée du fleuve Mississippi ou des Grands Lacs d'Amérique du Nord.
Sinon, elle est composée de cumulus dit de « beau temps » qui forment des rues de nuages. Si l'air est particulièrement sec, comme dans le sud-ouest des États-Unis, le passage d'un front froid donne lieu à un dégagement complet du ciel ou à des cumulus épars de base élevée.
En France, les ciels de traîne sont particulièrement actifs et récurrents entre la fin de l'hiver et le printemps, donnant souvent du grésil, de la grêle, de la neige et des orages. On les appelle les fameuses « giboulées de mars. »
En résumé, le ciel de traîne donne souvent un temps mitigé et très changeant.